# Тит Вибий Вар
Тит Вибий Вар (на латински: Titus Vibius Varus) e политик и сенатор на Римската империя през 2 век.

## Биография
Произлиза от фамилията Вибии. Баща му Тит Вибий Вар e суфектконсул 115 г. и проконсул на Крета и Кирена.
През 131 г. той е легат Augusti pro praetore на Киликия. През 134 г. е консул заедно с Луций Юлий Урс Сервиан.
Неговият син Тит Клодий Вибий Вар е консул през 160 г.